# Raúl Colombo
Raúl Héctor Colombo (Buenos Aires, 2 de diciembre de 1907 - Ibídem, 9 de julio de 1984) fue un docente y dirigente deportivo argentino, presidente de la Asociación del Fútbol Argentino entre 1956 y 1965, y de la Confederación Sudamericana de Fútbol entre 1961 y 1966.
En la política, fue Diputado nacional por Buenos Aires durante la presidencia de Arturo Frondizi e Intendente del Partido de Pilar entre 1969 y 1971. Siendo presidente del Club Almagro (1936-1938 y 1942-1949), obtuvo su primer título oficial, el Campeonato de Segunda División 1937 y el ascenso a Primera División. Luego de ser rector en el Colegio Nacional Mariano Moreno, Colombo asumió la presidencia de la AFA en 1956. Durante su presidencia, se adoptó en 1957 el sistema de promedios como método para definir los descensos en las categorías del fútbol argentino, y la selección argentina volvió a disputar un mundial desde 1934, el mundial de Suecia 1958 donde ocurrió el Desastre de Suecia, la eliminación a manos de Checoslovaquia por 6-1. Durante su mandato en la AFA, también fue presidente del Consejo Federal, organizando en 1959 el Campeonato de la República.